# Последња песма (филм)
Последња песма (енгл. The Last Song) амерички је филм из 2010. године развијен заједно са истоименим романом Николаса Спаркс. Режисер филма је Џули Ен Робинсон у свом дебитанском режирању дугометражног филма и који су написали Спаркс и Џеф ван Ви. Главе улоге у филму Последња песма тумаче Мајли Сајрус, Лијам Хемсворт и Грег Кинир и прати проблематичну тинејџерку када се поново повеже са својим отуђеним оцем и заљуби се током лета у мирном јужном делу Сједињених Америчких Држава.
Спарксу је било дозвољено да напише и филмски сценарио и роман. Спаркс је завршио сценарио у јануару 2009. године, пре завршетка романа, тако да је Последња песма његов први сценарио направљен прво за филм. Снимање, на почетку у Северној Каролини, као и у роману, преселило се у Џорџију након што су државе месецима водиле кампању за производњу. На почетку производње на Тајби Ајланду и оближњој Савани, Последња песма је постао први филм који је снимљен и постављен на Тајби Ајланду. Снимање је трајало од 15. јуна до 18. августа 2009. године, од чега се већи део довијао на острвској плажи и пристаништу. Последњу песму издао је Touchstone Pictures 31. марта 2010. године.

## Радња
Ронини и њеног млађег брата Џоне, родитељи су разведени. Они живе са својом мајком до овог лета када су послани да живе са својим оцем у малом граду на плажи. Рони замера свом оцу и нема намеру да буде пријатељски настројена или чак разговара са њим током лета. Али пошто се састаје са згодним момком и почиње да се заљубљује, Рони почиње поново да открива своју љубав према музици, нешто што она дели са својим оцем. Поновно повезивање са музиком оживљава сродство са оцем, што се показало као најважнији однос који она икада може искусити.